# Sint-Helena (eiland)
Sint-Helena (Engels: Saint Helena) is een eiland in het zuiden van de Atlantische Oceaan, zo'n 2000 km ten westen van de Afrikaanse kust. Het is onderdeel van het Brits overzees gebiedsdeel Sint-Helena, Ascension en Tristan da Cunha en economisch volledig afhankelijk van het Verenigd Koninkrijk. De inwoners van Sint-Helena noemen zichzelf Saints. De bevolking is ontstaan uit drie bevolkingsgroepen: afstammelingen van Afrikaanse slaven, Chinese contractarbeiders en Britse kolonisten.

## Toegang
Vanwege het ontbreken van een vliegveld was het eiland tot september 2015 slechts over zee bereikbaar per pakketboot, na een reis van vijf dagen uit Kaapstad. De Britse overheid besloot in 2011 om een internationale luchthaven aan te leggen op het eiland. De bedoeling was om het eiland een economische en toeristische boost te geven. Gehoopt werd op 30.000 extra toeristen per jaar. De aanleg startte in 2013. Voor de bouw werd 1000 ton rivierzand en 1000 ton duinzand geïmporteerd uit Namibië. De kosten bedroegen 285 miljoen Britse pond. Op 15 september 2015 landde het eerste vliegtuig, een Beechcraft King Air 200. De officiële opening, gepland voor 21 mei 2016, werd voor onbepaalde tijd uitgesteld vanwege het voorkomen van windschering dat landen en opstijgen onveilig kan maken. Na een aantal testvluchten begon de Zuid-Afrikaanse luchtvaartmaatschappij Airlink op 14 oktober 2017 een wekelijkse dienst vanuit Johannesburg naar het eiland.

## Geschiedenis
Het eiland werd in 1502 ontdekt door de Portugees João da Nova op de feestdag van Sint-Helena. Door de aanwezigheid van vers drinkwater was het eiland interessant voor de zeevarende landen. Vasco da Gama deed het aan op zijn tweede reis en Thomas Cavendish op zijn wereldomzeiling. De Portugezen gebruikten het voor bevoorrading zonder er een echte kolonie uit te bouwen, maar hun discrete benadering voorkwam niet dat Nederlandse en Engelse interesse werd opgewekt. 
Na een mislukte aanval door de Witte Leeuw in 1613, werd het eiland opgeëist door de Republiek der Zeven Verenigde Nederlanden van 1645 tot 1659. In 1658 stichtte de Britse East India Company Jamestown en nam ze bezit van het eiland. In 1673 heroverden de Nederlanders Sint-Helena, maar ze werden twee maanden later weer door de Britten verdreven. Het eiland is daarna in Britse handen gebleven. Het was een turbulente plaats met confrontaties tussen de gouverneur en zijn garnizoen, de planters en de slaven. Onder meer de monopolistische politiek van de EIC werd niet altijd op prijs gesteld door de lokale populatie.

#### Verbanningsoord
Sint-Helena is vooral bekend doordat Napoleon Bonaparte de laatste jaren van zijn leven in ballingschap op het eiland heeft doorgebracht (15 oktober 1815 – 5 mei 1821) en er is overleden. Het beperkte toerisme van het eiland legt nog steeds grote nadruk op dit historische feit. Zijn residentie, Longwood House, is tegenwoordig als museum te bezichtigen. Sinds de opening van het Suezkanaal (1869) heeft Sint-Helena bijna alle strategische waarde verloren.
Van 1889 tot 1896 was de Zoeloekoning Dinuzulu hiernaartoe verbannen. Ook zijn achterkleinzoon de Zoeloekoning Goodwill Zwelithini kaBhekuzulu leefde hier van 1968 tot 1971 op de vlucht voor een mogelijke aanslag in Zuid-Afrika.
Ten tijde van de Tweede Boerenoorlog (1899-1902) werd het afgelegen eiland gebruikt voor het concentreren van gevangen Boerensoldaten: in 1900 en 1901 werden meer dan 6000 gevangenen vanuit Zuid-Afrika overgebracht, onder anderen generaal Piet Cronjé en zijn vrouw na hun nederlaag in de Slag bij Paardeberg. Zij verbleven tot na afloop van de oorlog in Napoleons 'Longwood House'. De bevolking werd door de toevloed van gevangenen tijdelijk verdriedubbeld tot 9850 in 1901. 
Ook de Sultan van Zanzibar, Khalid ibn Barghasch, zat hier van 1917 tot 1921 gevangen. Verder gingen de beide Wereldoorlogen grotendeels ongemerkt voorbij aan het eiland.

## Bevolking
De bevolking van Sint-Helena bestaat uit nazaten van Afrikaanse slaven, Britse kolonisten en Chinese contractarbeiders. Ook na het verbod op de trans-Atlantische slavenhandel groeide het aantal slaven, daar de Royal Navy veel slavenschepen onderschepte die op weg waren naar het Amerikaanse continent. In plaats van de slaven terug te brengen naar Afrika lieten de Britten hen op Sint-Helena achter. Zij werden ondergebracht in quarantainekampen in Rupert's Valley en verder aan hun lot overgelaten. Velen stierven er van honger en gebrek.
De bevolking van Sint-Helena is in aantal afgenomen van meer dan 5.000 inwoners aan het einde van de 20e eeuw naar minder dan 4.300 personen in 2008. In 2016 telde het 4.534 inwoners. Wegens het ontbreken van werkgelegenheid en/of de lage lonen verlaten veel 'Saints' het eiland. Zij zoeken werk op het eiland Ascension of in het Verenigd Koninkrijk.
In 2002 kregen de inwoners van Sint-Helena hun eerder ontnomen, volledige Britse staatsburgerschap terug.

## Natuur
Het eiland bestaat voor een groot deel uit kale vlakten waar de wind vrij spel heeft. Centraal, rond het hoogste punt van Diana's Peak, is er een natuurreservaat van 81 hectare met regenwoud. Voor de kolonisatie door de mens was bijna het hele eiland bedekt met woud en leefden er in en rond het eiland 500 endemische soorten, de meeste in zee. Van de zes endemische vogelsoorten is enkel de Sint-Helenaplevier niet uitgestorven.

## Afbeeldingen

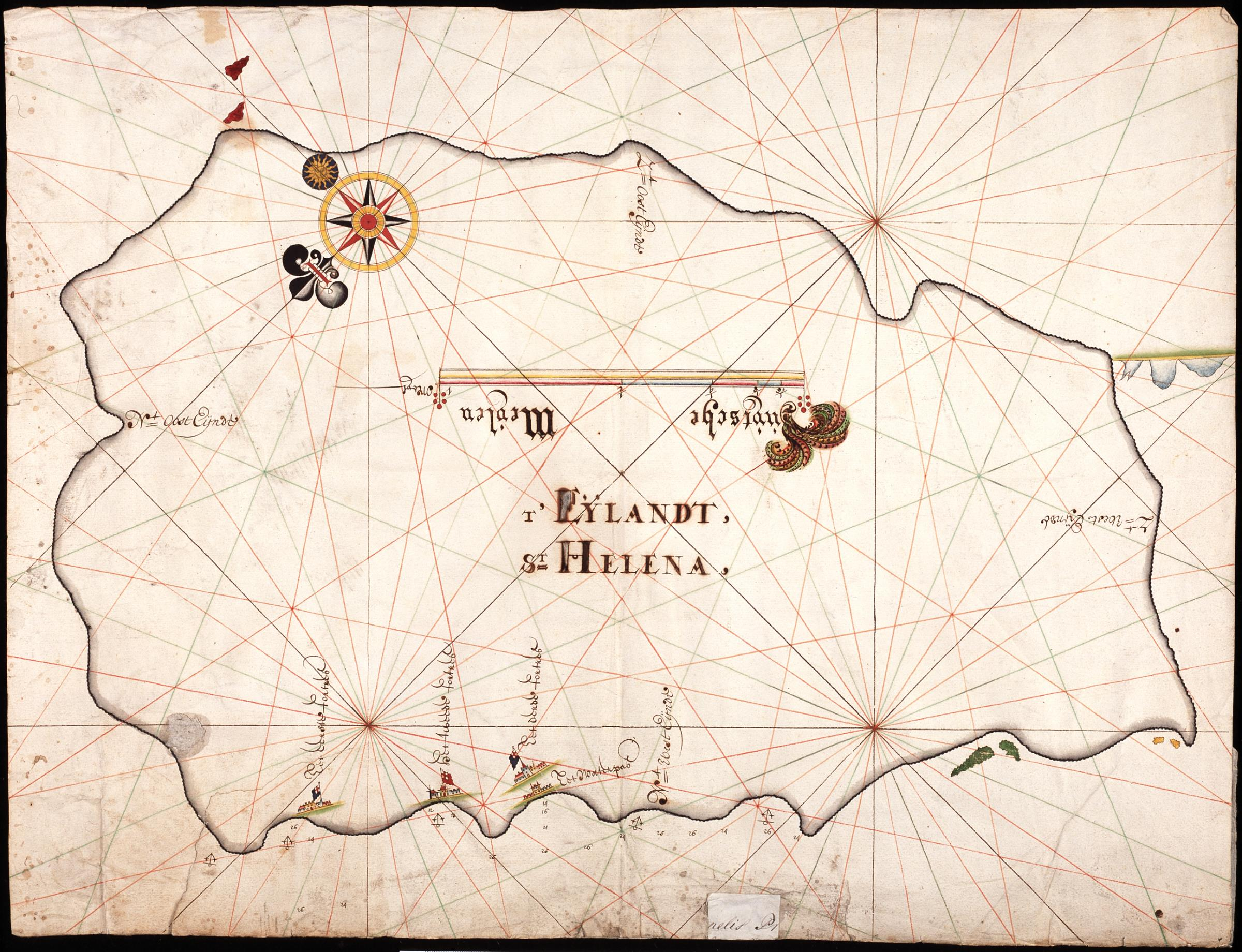
Historische kaart van Sint-Helena
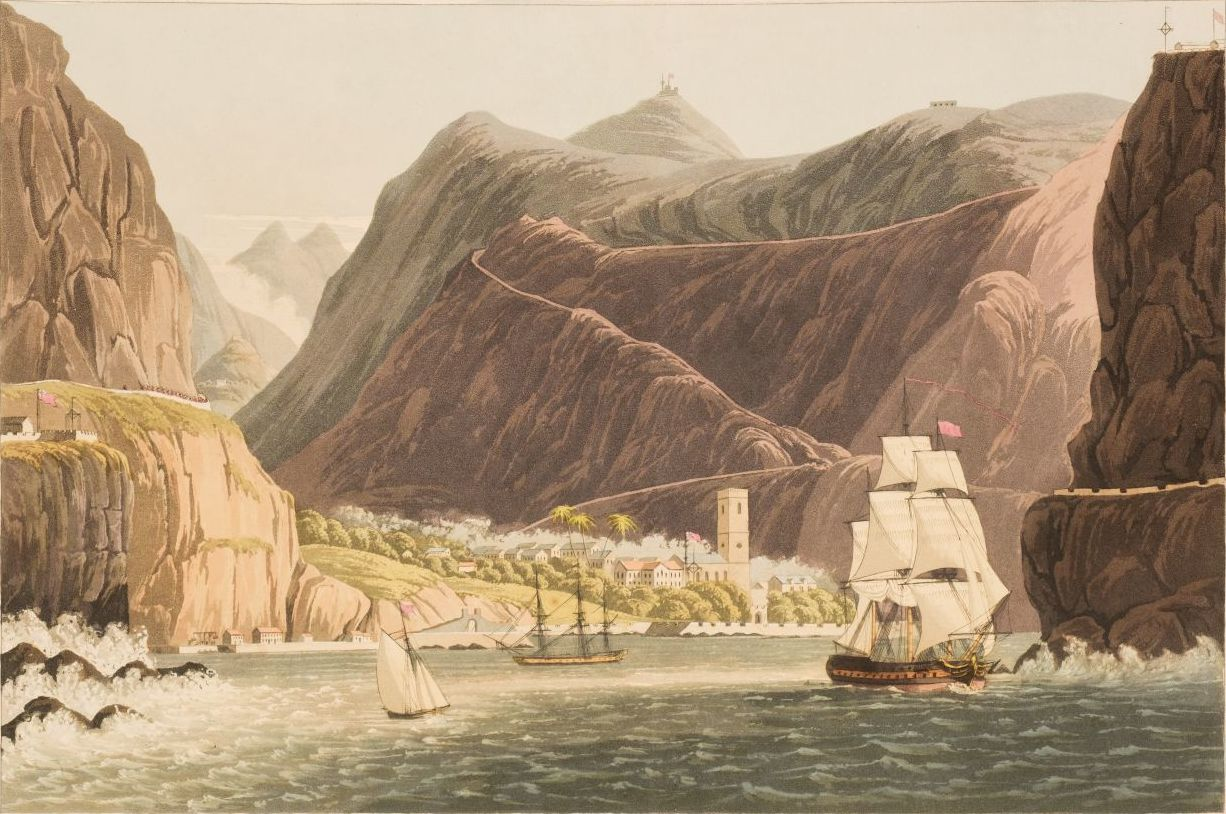
The Roads, St Helena (1815), George Hutchins Bellasis

Sint-Helena – Ascension – Tristan da Cunha

Gough (Gough · Isolda Rock · Penguin · Saddle) · Inaccessible (Cave Rock · Inaccessible) · Nightingale-eilanden (Middle · Nightingale · Stoltenhoff) · Tristan da Cunha